# Veiligheidskunde
Veiligheidskunde is de studie van de verschillende vormen van veiligheid. Er kunnen verschillende onderverdelingen worden gemaakt, maar de arbeidsveiligheid is er een belangrijk onderdeel van. 
Door de industrialisatie was in de negentiende eeuw het aantal ongevallen sterk gestegen. Als reactie daarop ontwikkelde de veiligheidskunde zich, in verschillende richtingen. Een daarvan richt zich op het gedrag van de werknemer, terwijl een andere richting de mogelijke verbeteringen in de technologie op de werkplaats bestudeert. De eerste benadering werd in de Verenigde Staten en het Verenigd Koninkrijk gevolgd, terwijl de tweede richting in Duitsland al vroeg de nadruk kreeg. Vanaf de twintigste eeuw kreeg ook de organisatie van veiligheid de aandacht. Daarmee viel een onderverdeling te ontdekken die de Duitse socioloog Norbert Elias als een triade aanduidde:
- natuurbeheersing – techniek, omgeving
- sociale beheersing – organisatie, de harde kant
- zelfbeheersing – gedrag, de zachte kant

Hoewel deze benaderingen veelal in meer of mindere mate naast elkaar voorkomen, zijn er op verschillende plaatsen en tijden dominerende vormen. Elke benadering heeft haar eigen theorieën en modellen.
De wetenschappelijke ontwikkeling in de veiligheidskunde loopt niet evenwijdig aan veiligheidsmanagement. Hiervoor zijn verschillende oorzaken. Een daarvan is het gegeven dat ongevallen veelal samengaan met aansprakelijkheid. Vroeg onderzoek naar veiligheid is dan ook ingezet door verzekeraars. Dit kan wel tot gevolg hebben dat wat in naam een veiligheidsbeleid is, ten dele een beleid is om aansprakelijkheid te verminderen.

## Industrialisatie

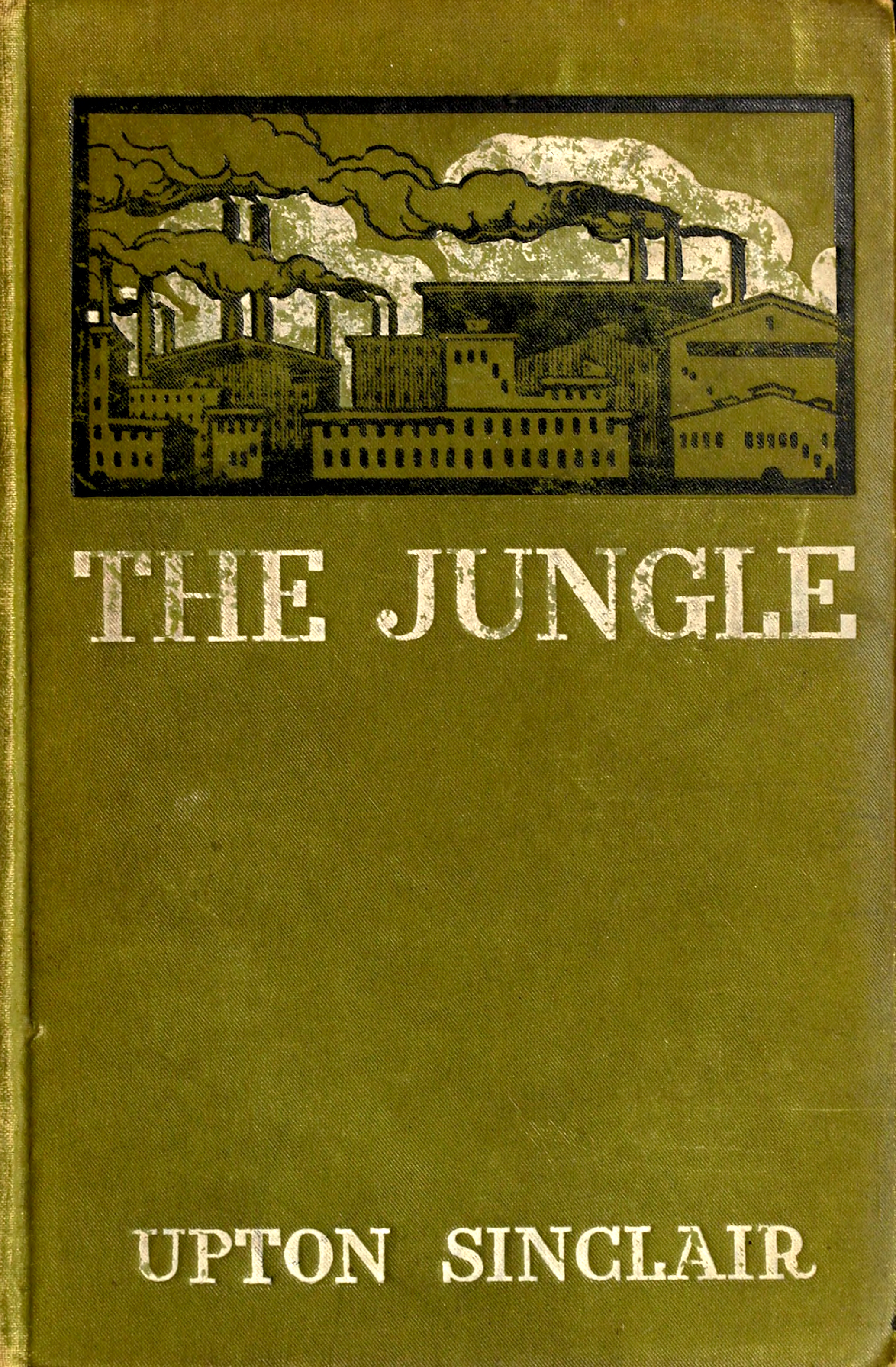
The Jungle uit 1906 van Upton Sinclair, over de werk- en leefomstandigheden in de vleesverwerkingsfabrieken in Chicago

De opkomst van de industrie ging gepaard met schaalvergroting en het fabriekssysteem, gekenmerkt door machines en ongeschoolde arbeid. Dit had zijn invloed op het aantal ongevallen. De heersende gedachte was dat dit door overmacht onvermijdelijk was, door een Act of God, en het gedrag van werknemers.
Vroege wetgeving ontstond in de bakermat van de industriële revolutie, het Verenigd Koninkrijk. Daar werd in 1802 de Factory Act 1802 aangenomen die zich nog vooral op kinderarbeid richtte en de omstandigheden waar zij in de katoenfabrieken in werkten. Bij gebrek aan handhaving werd deze wet nauwelijks uitgevoerd tot in 1833 een arbeidsinspectie werd aangesteld. Aanvankelijk richtte deze zich vooral op arbeidsuren, maar in 1844 breidde dit zich uit naar afscherming van machines.
Frederik Willem III van Pruisen beperkte in zijn land in 1839 met het Preußisches Regulativ de kinderarbeid, de eerste Duitse arbeidswetgeving en Otto von Bismarck introduceerde daar in 1884 met zijn Unfallversicherungsgesetz de eerste ongevallenverzekering ter wereld, de gesetzliche Unfallversicherung. Hiermee ontstond ook een noodzaak voor ongevallenstatistiek. De industrie in Duitsland richtte zich vooral op veiligheidstechniek en minder op gedrag.
In Nederland kwam het in 1886 tot de parlementaire enquête naar de toestand in fabrieken en werkplaatsen, waaruit bleek dat er in fabrieken allerlei wantoestanden bestonden, zoals kinderarbeid, lange werktijden en slechte arbeidsomstandigheden. Hieruit volgden de Arbeidswet 1889, in 1890 werd de Arbeidsinspectie opgericht en in 1895 volgde de Veiligheidswet van 1895. De Rijksverzekeringsbank werd naar aanleiding van de Ongevallenwet 1901 opgericht die ook ongevallenstatistiek bij ging houden. Op initiatief van werkgevers die niets zagen in een publiek orgaan werd de Centrale Werkgevers Risico-Bank opgericht.
Van de arts Louis Heijermans verscheen in 1905 Gezondheidsleer voor arbeiders. Hij zag drie oorzaken voor ongevallen:
- de arbeider
- de arbeid[1]
- de werktijden

In 1907 kwamen in de Verenigde Staten voor het eerst statistieken beschikbaar over het aantal ongevallen. Het dodental lag in de Amerikaanse industrie op 0,7 per miljoen manuren, een veelvoud van de 0,2 in Duitsland. In 1907 vielen er 3 242 doden in Amerikaanse mijnen, terwijl er bij de spoorwegen dat jaar 4 534 slachtoffers vielen. Alarmerend was ook Work-Accidents and the Law van C Eastman, onderdeel van The Pittsburgh Survey. In tegenstelling tot de dan heersende opvattingen zag zij niet vooral de arbeiders als oorzaak van ongevallen. Zij kwam dan ook tot andere getallen voor menselijke fouten dan de 70-80% die veel genoemd werd:
- 30% werkgever
- 28% werknemer
- 16% beiden
- 26% geen

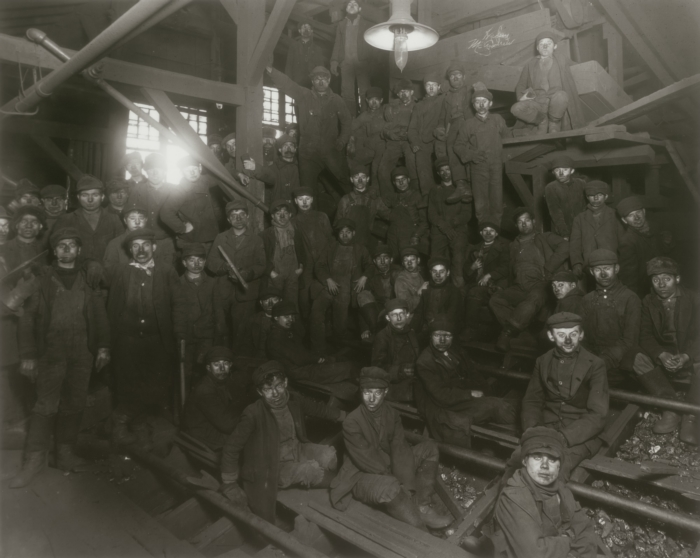
Breaker Boys in Coal Mine South Pittston Pennsylvania door Lewis Hine

Het waren volgens haar vooral de omstandigheden waaronder arbeiders moesten werken:
If a hundred times a day a man is required to take necessary risks, it is not in reason to expect him to stop there and never take an unnecessary risk. Extreme caution is as unprofessional among the men in dangerous trades as fear would be in a soldier.
Het boek van Eastman werd geïllustreerd met foto's van slachtoffers gemaakt door Lewis Hine. Het werk van Eastman resulteerde in de eerste ongevallenverzekering in de Verenigde Staten. Hine had veel invloed met zijn foto's. Behalve de foto's voor Eastman maakte hij voor de National Child Labor Committee foto's van kinderarbeid en in 1930 fotografeerde hij de bouw van het Empire State Building, waarbij wederom de nadruk lag op de omstandigheden waaronder de arbeiders moesten werken.

## Gedrag
Het verhogen van veiligheid door de nadruk te leggen op gedrag ontstond aan het begin van de twintigste eeuw. In de Verenigde Staten begon de safety-firstbeweging, terwijl in het Verenigd Koninkrijk de eerste wetenschappelijke theorie over veiligheid wordt ontwikkeld, de brokkenmakerstheorie, de accident-proneness theory. Menselijke fouten werden gezien als de voornaamste oorzaken van ongevallen.

### Safety first

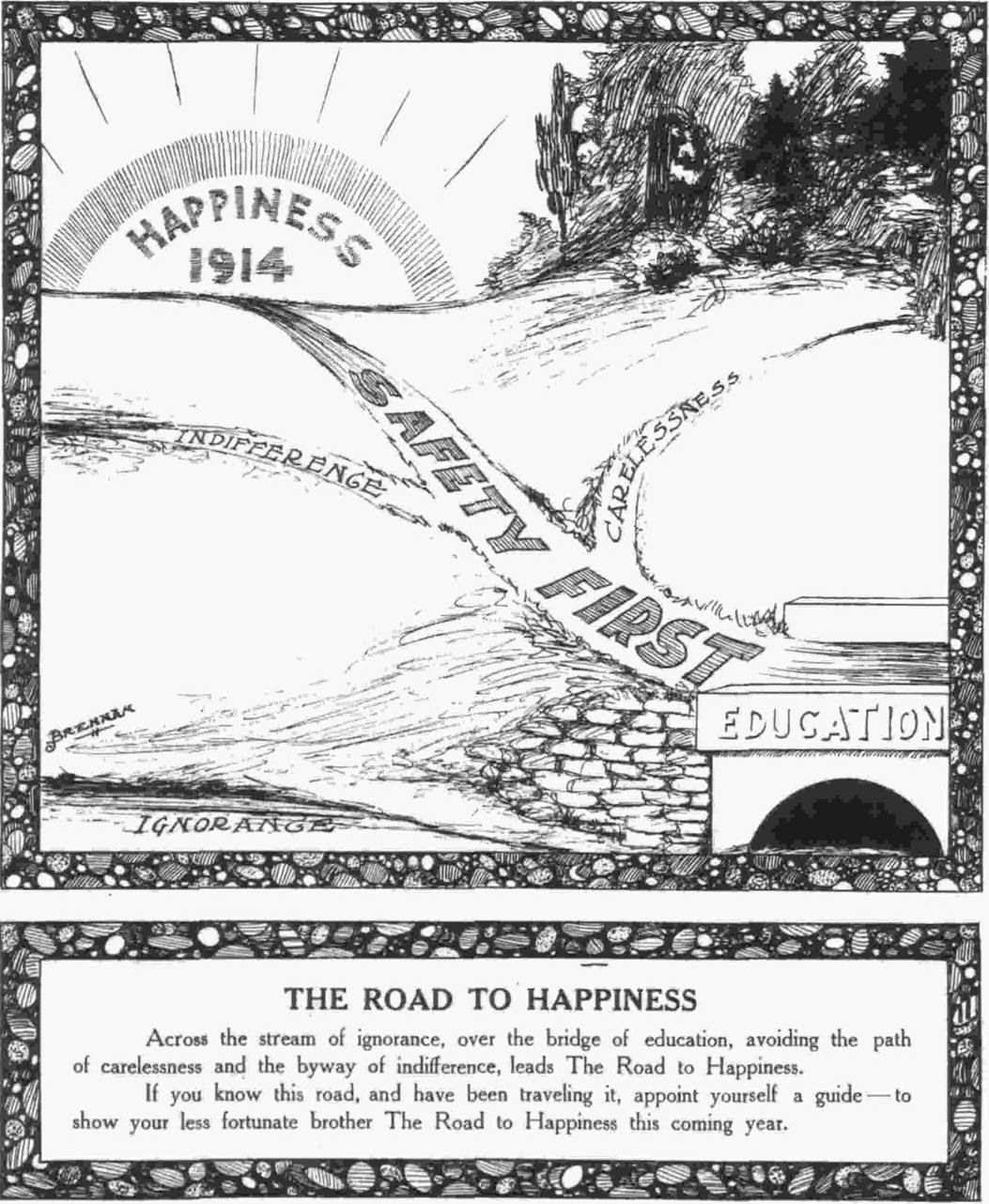
The Road to Happiness, een campagne van U.S. Steel uit 1913 waarbij de nadruk lag op het gedrag van werknemers

Het hoge aantal slachtoffers bracht veel negatieve publiciteit, wat doorklinkt in termen als Steel is War. Het had ook negatieve gevolgen voor de productiviteit, wat er niet mee strookte zo efficiënt mogelijk te produceren en met het scientific management. In 1905 begon Robert J. Young een onderzoek in de South Works van de Illinois Steel Company, onderdeel van U.S. Steel. In 1906 vielen daar 46 doden. In dat jaar stelde de South Works Safety Committee zo'n drieduizend verbeteringen voor. Inspecties van fabrieken en onderzoek naar de oorzaak van ongevallen werden een vast onderdeel van het beleid. In 1908 voerde U.S. Steel het programma van South Works voor het hele bedrijf in, waarbij elke vestiging een veiligheidscommissie kreeg.
De veiligheidscommissies bestonden vooral uit arbeiders zelf, aangezien de inhoud van hun werk veelal nauwelijks bekend was bij de managers. Young stelde:
Conferences with foremen and workmen will point out things that it would take a man a long time to discover through observation
Andere bedrijven namen het initiatief over, waaronder DuPont. Deze buskruitfabrikant had een groot belang bij veiligheid en was in 1811 een van de eerste bedrijven met een veiligheidsbeleid. Ondanks die lange geschiedenis op het gebied van veiligheid, bleven ongevallen ook bij DuPont niet uit en daarom werkte men de campagne van U.S. Steel dan ook verder uit.
Bijkomend voordeel van de safety-firstbeweging is dat de werknemer als voornaamste oorzaak wordt gezien van ongevallen. Selectie en training zijn veelal goedkoper dan technische oplossingen.

### Brokkenmakerstheorie
In het Verenigd Koninkrijk nam het aantal ongevallen in de industrie toe tijdens de Eerste Wereldoorlog. Naast mechanisatie, hoge werkdruk en de instroom van onervaren vrouwen werd vermoeidheid gezien als mogelijke oorzaak. In 1917 werd het Industrial Fatigue Research Board in het leven geroepen om dit te onderzoeken. Allereerst onderzocht de commissie of de ongevallen gelijk verdeeld waren over werknemers. Major Greenwood en Hilda Mary Woods opperden drie verschillende hypothesen, elk met een eigen kansverdeling. Zij kwamen tot de conclusie dat er sprake is van een groep met een hoge ongevalsgevoeligheid. Door deze werknemers uit het proces te verwijderen, zouden de ongevalscijfers kunnen dalen. De ernst van de ongevallen zou wel afhankelijk zijn van het toeval.
Hoewel het nog niet als zodanig werd benoemd, was dit een vroege vorm van wat in 1925 door Eric Farmer accident-proneness of de brokkenmakerstheorie zou worden genoemd. In de Eerste Wereldoorlog werd gebruikgemaakt van psychotechniek bij de selectie van Amerikaanse piloten en deze techniek werd daarna ook gebruikt om bepaalde werknemers te selecteren voor een baan. Farmer ontwikkelde hiertoe een toets voor het coördinatie- en concentratievermogen. In Duitsland ontwikkelde psycholoog K Marbe hetzelfde concept, unfallneigung. De mensheid kon volgens hem in twee soorten worden onderverdeeld, de Unfäller en de Nichtunfäller.
Rond de Tweede Wereldoorlog ontstond steeds meer kritiek op de theorie. Allereerst valt bij een zuivere toevalsverdeling van ongevallen over personen in een beperkte tijdsduur juist te verwachten dat bepaalde personen meer ongevallen krijgen dan andere. Daarnaast was er een lage correlatie tussen de testen en de ongevallen. Ook steunde de theorie deels op verklaringen van de slachtoffers en collega's daarvan, waarvan de accuratesse over de achterliggende psychologische oorzaken betwijfeld werd. Ook had de theorie een te eenzijdige kijk op de oorzaak van ongevallen door de nadruk te leggen op de gesteldheid van het slachtoffer.
Hoewel de theorie wordt verlaten door de wetenschap, leeft het achterliggende idee dat bepaalde mensen ongevallen aantrekken nog steeds.

### Heinrich

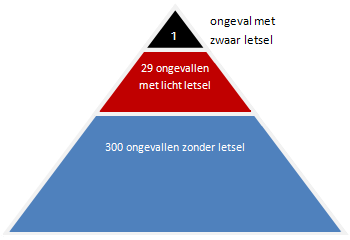
De driehoek van Heinrich met zijn originele ratio van 300:29:1. In later jaren zijn andere verhoudingen gebruikt. Tegenwoordig wordt de driehoek nog wel gebruikt om het veiligheidsbewustzijn te vergroten, maar ondervindt het achterliggende model steeds meer kritiek

Naast de industrie en de wetenschap waren het vooral verzekeringsmaatschappijen die hun stempel drukten op de veiligheidskunde. Het bekendst hier is Herbert William Heinrich die werkzaam was voor de Travelers Insurance Company. Werkend voor een verzekeringsmaatschappij kon hij vele arbeidsongevallen analyseren. Op basis daarvan kwam hij in 1927 tot de conclusie dat de indirecte kosten bij een ongeval viermaal hoger lagen dan de directe kosten, daarna bekend geworden als de 4:1-ratio. In 1928 kwam hij tot de conclusie dat 88% van de ongevallen te wijten was aan onveilig handelen van de werknemer, 10% aan mechanische of fysische omstandigheden, terwijl 2% van de ongevallen onvermijdelijk was. Naast deze 88:10:2 ratio vond hij een jaar later ook een ratio tussen ongevallen zonder letsel, ongevallen met licht letsel en ongevallen met ernstig letsel. Volgens deze driehoek of ijsberg van Heinrich zijn er voor elk ernstig letsel 29 ongevallen met licht letsel en 300 ongevallen zonder letsel. De driehoek heeft een enorme invloed gehad op het veiligheidsdenken. Omdat veel ongevallen gemeenschappelijke onderliggende oorzaken zouden hebben, zou een organisatie het aantal ernstige ongevallen terug kunnen brengen door zich te richten op de kleine incidenten. Heinrich legde een grote nadruk op het gedrag van de werknemers, aangezien daaraan volgens hem 88% van de ongevallen te wijten was. Deze conclusies kwamen terug in zijn belangrijkste werk, Industrial Accident Prevention: A Scientific Approach dat uitkwam in 1931. In de uitgave van 1941 gebruikte hij de dominometafoor die de causaliteit van een ongeval aan moest geven. Voor het eerst werden hiermee de oorzaken gescheiden van de gevolgen en werd duidelijk dat in deze opvolging van gebeurtenissen ingegrepen kon worden.
Het werk van Heinrich sloeg aan door de eenvoudige verhoudingen en aansprekende concepten. Het is een van de meest invloedrijke werken in de veiligheidskunde gebleken en wordt ondanks de nodige kritiek nog steeds gebruikt.
Een vroege kritiek is die van Roland Blake die stelde dat een ongeval niet een, maar een aantal oorzaken heeft. In 1956 gaf hij in een discussie met Heinrich aan dat de ratio 88:10:2 schadelijk is voor de bestrijding van ongevallen. Door de sterke nadruk op menselijke fouten zou er onvoldoende aandacht zijn voor technische oplossingen om onveilige omstandigheden te verminderen. Heinrich stelde daarop dat indien mogelijk er altijd technische oplossingen aangebracht moeten worden. Volgens Blake werkt dit in de praktijk niet, omdat het eenvoudiger is op gedrag te sturen.
Ook de driehoek van Heinrich heeft de nodige kritiek gekregen. Zo is sinds het publiceren van zijn werk het aantal kleinere ongevallen sterk gedaald, maar hield de daling van het aantal ernstige ongevallen daarmee geen gelijke tred. Een ander belangrijk probleem is dat de verschillende soorten ongevallen in tegenstelling tot wat Heinrich stelde niet altijd dezelfde oorzakelijkheid hebben. Het voorkomen van kleinere ongevallen betekent dus niet noodzakelijk dat rampen voorkomen worden. Ook op zijn dominometafoor is kritiek vanwege de enkelvoudige lineaire causaliteit, maar ondanks de kritiek wordt er nog veel naar zijn werk verwezen.

### Behavior-based safety
Behavior-based safety BBS is in opkomst sinds de jaren 1970. Daarbij zijn twee stromingen te onderscheiden:
- gedragsaanpassing van werknemers
- cultuurverandering van de organisatie

De eerste vorm kwam in 1975 naar voren in Safety Management: A Human Approach van D Petersen. Hij baseerde zich daarbij onder meer op het behaviorisme van B.F. Skinner. Na gedragsanalyse zou via operante conditionering het gedrag van werknemers verbeterd kunnen worden.
Belangrijke bijdragen kwamen van ES Geller die zeven principes naar voren bracht:
- focus interventie op waarneembare gedrag
- kijk naar externe factoren om gedrag te begrijpen en te verbeteren
- stuur en motiveer met gevolgen
- focus op positieve gevolgen om het gedrag te motiveren
- pas de wetenschappelijke methode toe om interventie te verbeteren
- gebruik theorie om informatie te integreren, niet om de mogelijkheden te beperken
- ontwerp interventies met inachtneming van de interne gevoelens en attitudes

In de jaren 1990 werd BBS omarmd als de methode om veiligheid te verbeteren. Verbeteringen van techniek en organisatie zouden vrijwel hun maximale effect hebben bereikt, de laatste barrière zou het gedrag van werknemers zijn. Veel bedrijven implementeerden daarbij een vorm die sterk van elkaar kon afwijken. In veel gevallen bleek dit minder effectief dan gewenst.
Kritiek op deze methode ontstond vooral waar BBS werd gebruikt om de schuld van ongevallen bij werknemers neer te leggen zonder het systeem als geheel te beschouwen. Geller stelde dan ook dat er sprake moest zijn van een veiligheidstriade van omgeving, persoon en gedrag.

## Organisatie
Binnen wat in de negentiende eeuw grote bedrijven waren, was management nog bescheiden in omvang en was kennis van de werkzaamheden veelal beperkt. Veiligheid was dan een zaak van de voorman. Bedrijven als DuPont waren daarbij een uitzondering. Hier kwam in de twintigste eeuw langzaam verandering in. Voor onder meer U.S. Steel en Heinrich was veiligheid weliswaar een managementtaak, maar deze bestond vooral het begeleiden van werknemers en het sturen van hun gedrag.
De organisatie zelf als onderwerp van veiligheid kwam pas later naar voren. Eastman refereerde wel al in 1910 aan lange werktijden, hoge productiedruk, hitte, lawaai en gebrek aan ervaring als belangrijke bijdragen bij ongevallen. L De Blois werkte vanaf 1907 bij Dupont en publiceerde in 1926 Industrial Safety Organization for Executive and Engineer. Hierin kwam veiligheidsmanagement aan bod waarbij vooral de werkgever verantwoordelijk werd gehouden. De Blois verliet de gedachte van safety first, omdat het nemen van risico onderdeel is van het leven. De Blois maakte gebruik van ongevallencijfers, waarbij het opvallend was dat onder meer de staalindustrie een sterke verbetering had doorgemaakt, terwijl de mijnbouw, de houtbewerking en de textielindustrie achterbleven. De Blois sprak van een plateau als er sprake was van stagnatie en zag dat als een falend veiligheidsmanagement. Om hierin verandering te brengen, moest veiligheid een tweede natuur worden van iedereen. Het uitgangspunt van De Blois was de causaliteit bij ongevallen, die hij zag als de uitkomst van een reeks van gebeurtenissen. De eerste stap daarin was de aanwezige energie, elektrisch of mechanisch. Het wegnemen of verminderen van deze energie zag hij als effectiever dan het gebruik van persoonlijke beschermingsmiddelen. Daarnaast ging hij uit van waarschijnlijkheid en blootstelling. Zelfs bij een lage waarschijnlijkheid kan de kans op een ongeval groot zijn als de blootstelling hoog is.
Afgezien van enkele voortrekkers bleef veiligheid voor veel bedrijven van secundair belang. De productie is in het dagelijks management alles bepalend, pas als het fout gaat krijgt veiligheid meer aandacht. E Hollnagel noemt dit het ETTO-principe, efficiency thoroughness trade-off of efficiëntie-grondigheidcompromis. Perverse prikkels zijn daarbij stimuli voor een hogere productie waardoor veiligheid in het geding kan komen. Dat deze prikkels in stand blijven noemde S Kerr in 1975 On the Folly of Rewarding A, While Hoping for B.

### 'Normal accidents'
Het kernongeval van Three Mile Island in 1979 was voor socioloog Charles Perrow aanleiding om te spreken over systeemongevallen. In complex systemen met sterke koppelingen zijn ongevallen volgens Perrow onvermijdelijk en daarmee 'normaal'. Hij heeft het dan ook over normale ongevallen waarbij het vooral de sterke koppelingen zijn die het systeem de kans ontnemen om zich te herstellen van storingen. Doordat er geen speling aanwezig is, heeft een storing in een component direct gevolgen in andere componenten. Bij eenvoudige systemen zijn deze effecten vaak wel te voorspellen, maar bij complexe systemen heeft niemand het volledige overzicht, waardoor zich een onverwachte aaneenschakeling van meervoudige storingen kan voordoen, waarbij kettingreacties en het domino-effect op kunnen treden.
Perrow zet onder meer kanttekeningen bij risicoanalyse. Hoewel storingen en ongevallen onvermijdelijk zijn, kunnen zij toch relatief zeldzaam voorkomen. Dat kan ertoe leiden dat uit een risicoanalyse volgt dat bijvoorbeeld kernenergie weinig risico heeft en daarom toelaatbaar is, terwijl voor Perrow de mogelijke gevolgen dusdanig zijn dat deze techniek moet worden verlaten. Perrow bekritiseert ook de theorie van de betrouwbare organisatie waarin zou worden gesteld dat het mogelijk is om fouten te voorkomen. Wel zijn er volgens Perrow mechanismes die fouten in een organisatie kunnen versterken of juist afzwakken. In wat hij foutvermijdende organisaties noemt, is sprake van deelname van de elite aan het systeem, sterke belangengroepen, gemakkelijke identificatie van slachtoffers en veroorzakers, een eenvoudige gang richting de rechtbanken, een grote prijselasticiteit van de vraag, een hoge mate van regelgeving en vrijwillige rapportage van incidenten. Als voorbeeld noemt hij de luchtvaart. Als dit in sterke mate ontbreekt, spreekt hij van foutversterkende systemen, waar de scheepvaart en mijnbouw voorbeelden van zouden zijn.
Perrow zet ook kanttekeningen bij het al te veelvuldig toekennen van menselijke fouten als oorzaak. Juist door de complexiteit zou er vaak eerder sprake zijn van een geforceerde menselijke fout. Het systeem leidt de operator ertoe beslissingen te nemen die op dat moment juist lijken, maar achteraf blijken te hebben bijgedragen aan het ongeval. Onderdelen in het systeem als ontwerp, keuze van uitrusting en apparatuur en onderhoud kunnen dan een belangrijke rol spelen. Desondanks is er vooral in foutversterkende systemen een neiging om de oorzaak bij de operator te zoeken.

## Omgeving
Mechanisatie bracht nieuwe gevaren met zich mee en naast psychologische en sociologische oplossingen ontwikkelde zich aanvankelijk vooral de veiligheidstechniek als praktische oplossing, zoals de omkasting van draaiende delen van machines, wat al in 1844 onderdeel werd van de Britse arbeidswetgeving. Het veiligheidsventiel werd in 1679 door Denis Papin uitgevonden. Met een grotere wanddikte was dit een vroege verbetering voor stoomketels en drukvaten. Spoorwegsignalering was al aanwezig ten tijde van de opening van de Liverpool and Manchester Railway in 1830. Nieuwe processen brachten echter nieuwe gevaren met zich mee. Zo was het bessemerprocedé vele malen gevaarlijker dan de puddeloven en had in 1910 het hoogste aantal dodelijke ongevallen tot gevolg.
Dat veiligheidstechniek meer was dan omkasting werd vooral gezien door vooruitstrevende fabrikanten. Niet alleen werden veiliger machines ontworpen, ook gebouwen en processen werden onder de loep genomen. Dat wat wel werd aangezien als menselijke fout, zou mogelijk opgelost kunnen worden door ontwerpverbeteringen, zo stelden P Fitts en R Jones in 1947 vast:
It should be possible to eliminate a large proportion of so-called “pilot-error” accidents by designing equipment in accordance with human requirements. P Fitts en R Jones (1947)
Met het complexer worden van machines en processen, ontstond behoefte aan structurele analyse.

### Analysetechnieken
Voortbordurend op de ideeën van De Blois en Heinrich over enkelvoudige lineaire ongevalsprocessen werden na de Tweede Wereldoorlog analysetechnieken ontwikkeld. In 1949 ontwikkelde het Amerikaanse leger de Failure mode and effects analysis FMEA. Deze faalwijzen- en gevolgenanalyse onderzoekt de mogelijkheid en het gevolg van mogelijk falen van onderdelen en subsystemen van een proces of machine. Aan de hand hiervan kan besloten worden of en hoe de kans of het gevolg verlaagt moet worden. Met deze bottom-up-methode is de FMEA een inductieve methode die goed in staat is om veel van de mogelijke fouten te vinden, maar minder goed in staat om het effect van gelijktijdig optredende fouten te analyseren.
Een deductieve methode is de Fault Tree Analysis FTA waarbij top-down vanuit ongewenste toestanden wordt onderzocht wat mogelijke oorzaken kunnen zijn om zo de robuustheid van het systeem tegen een of meer fouten vast te stellen. De methode werd in 1962 ontwikkeld door Bell Labs om de betrouwbaarheid van het lanceersysteem van de Minuteman I te onderzoeken en ongewenste lanceringen te voorkomen.
In de procesindustrie werd in 1963 de Hazard and operability study HAZOP ontwikkeld door de Heavy Organic Chemicals Division van Imperial Chemical Industries voor het ontwerp van een fenolfabriek. Als basis dient de process flow diagram of het meer gedetailleerde piping and instrumentation diagram die in onderdelen geëvalueerd worden, daarbij gebruikmakend van gidswoorden.

## Ongevalcausaliteit
Om beter te begrijpen hoe ongevallen ontstaan, zijn verschillende modellen opgesteld die het ongevalsproces weer moeten geven. Daarbij valt onderscheid te maken tussen drie soorten modellen:
- enkelvoudige lineaire modellen
- meervoudige lineaire modellen
- meervoudige non-lineaire modellen

### Enkelvoudige lineaire modellen
De Blois was de eerste in de veiligheidswereld die uitging van causaliteit. Bij hem ontbrak nog echter een duidelijk model. De dominometafoor van Heinrich uit 1941 was een krachtige waarbij hij vijf fases onderscheidde:
1. afkomst en sociale omgeving
2. persoonlijke karakterfouten
3. gevaar; onveilige handeling, mechanisch of fysiek
4. ongeval
5. letsel

De ernst van het letsel was volgens Heinrich niet te voorspellen. Daarom moet men zich richten op het voorkomen van het ongeval door een voorgaande factor weg te halen. Volgens Heinrich is het verwijderen van de middelste factor de meest effectieve.
Decennialang bleef de dominometafoor van Heinrich het belangrijkste causaliteitsmodel. F Bird baseerde zich in 1974 ook op Heinrich, maar legde meer nadruk op management. Hij maakte onderscheid tussen basisoorzaken (root cause) en directe oorzaken:
1. management, beheersingsprobleem
2. oorsprong, basisoorzaken
3. symptomen, directe oorzaken
4. contact, incident
5. schade, mensen en eigendom

### Meervoudige lineaire modellen
Hoewel populair door hun eenvoud, is dit tegelijk ook het nadeel van de enkelvoudige lineaire modellen. Bij complexere situaties spelen veelal meer factoren tegelijkertijd een rol. In verschillende modellen werd geprobeerd dit te verwerken.

#### Epidemiologie
Epidemiologie was succesvol gebleken bij de bevordering van de volksgezondheid. Dit inspireerde JE Gordon in The Epidemiology of Accidents uit 1949 om ook bij ongevallen uit te gaan van de ziektedriehoek of epidemiologische driehoek agens-gastheer-omgeving. De agens stelde Gordon gelijk aan energie, terwijl de gastheer het slachtoffer was. De omgeving was naast de fysieke omgeving ook de socio-economische omgeving.
Ook James Gibson beschouwde in 1961 energie in zijn verschillende vormen als de oorzaak van ongevallen, iets waar W Haddon op voortging. Haddon breidde het model van Gordon vanaf 1968 uit door de verschillende fases van een verkeersongeval te beschouwen:
- voor het ongeval
- ongeval
- na het ongeval

Dit zou bekend komen te staan als de Haddon-matrix en zou breed gebruikt worden binnen letselpreventie.
J Reason ziet zijn gatenkaasmodel niet als epidemiologisch, maar deze wordt vaak wel zo geclassificeerd. In dit model volgt niet de ene gebeurtenis uit de andere, maar is er sprake van het falen van een reeks van barrières die ongevallen moeten voorkomen.

#### Systemische modellen
Ondanks de voortdurende populariteit van de dominometafoor werd steeds meer naar voren gebracht dat ongevallen geen geïsoleerde gebeurtenissen waren, maar plaatsvonden binnen een context of systeem. Dit had veel te maken met de steeds complexere technologie en systemen die in gebruik werden genomen.